# Коман Михайло Юрійович
Миха́йло Ю́рійович Ко́ман (1992—2024) — український військовослужбовець, учасник російсько-української війни.

## Життєпис
Народився 15 листопада 1992 року селі Торговиця, Коломийського району Івано-Франківської області.
Загинув у місті Констянтинівка Донецької області, внаслідок ДТП.

## Нагороди
- Орден «За мужність» III ступеня[2].